# Ivan Sjapovalov
Ivan Sjapovalov (på ryska: Иван Шаповалов), född 28 maj 1966 i Kotovo, Ryssland, är före detta manager för popduon Tatu. Han är även barnpsykolog.
Det sägs vara han som ligger bakom att medlemmarna i gruppen, Julia Volkova och Lena Katina, kysst varandra vid upprepade tillfällen. Pressen har då hävdat att duon är lesbisk. Själva hade de två aldrig hävdat att de var lesbiska. På sin officiella webbplats har de hävdat de att de är trötta på imagen. Sjapovalov ska även ha pressat Volkovas röst så pass hårt att hennes röst skadats allvarligt (knutor på stämbanden som krävde operation).
Vid årsskiftet 2003–04 upphörde duons samarbete med Sjapovalov med omedelbar verkan.
Under 2004 verkade han som manager för den tonåriga sångerskan n.A.T.o.

## Källhänvisningar
1. ↑  SABRINA Tavernise, Sabrina (2003-03-04): "A Bubblegum Duo Sets Off Squeals and Squirms". Nytimes.com. Läst 10 november 2014. (engelska)
2. ↑  "Tatu bad to be true". Telegraph.co.uk, 2003-06-14. Läst 10 november 2014. (engelska)
3. ↑  Bäck, Bertil (Startsidan / Nöjesbladet / Musik 2004-04-03 ): "Skandalduon Tatu vill vidare med svensk hjälp". Aftonbladet.se. Läst 10 november 2014.
4. ↑  Day, Elizabeth (2004-10-03): "n.A.T.o. - a pop singer dressed as a suicide-bomber - causes outrage". TElegraph.co.uk. Läst 10 november 2014. (engelska)